# Theo Aben
Theo Aben   (Ledeacker, 30 d'abril de 1921 - Oisterwijk, 5 d'agost de 1951) fou un pilot de motocròs neerlandès. Guanyà dues vegades consecutives el Motocross der Azen (1950 i 1951) i fou campió sènior RKNMB de 500cc el 1950.
El 9 d'agost de 1947, guanyà la seva primera cursa en la categoria Júnior KNMV (federació neerlandesa de motociclisme) amb una Matchless de 350c a Markelo, Overijssel. El 1951, tant ell com Jan Clijnk es disputaven el campionat Sènior RKNMB de 500cc aferrissadament (Aben l'havia guanyat la temporada anterior). A la segona i darrera cursa del campionat, celebrada el 5 d'agost a Oisterwijk, la seva lluita per la victòria era tan intensa que va acabar de forma tràgica quan, en un revolt, Aben sortí de la pista i s'estavellà contra un arbre, amb resultat de mort. Malgrat que algunes veus acusaren Clijnk d'haver-ne estat el responsable, ell sempre afirmà que fou un desenllaç fortuit de la cursa.